# Phenacogaster jancupa
Phenacogaster jancupa är en fiskart som beskrevs av Luiz R. Malabarba och Lucena, 1995. Phenacogaster jancupa ingår i släktet Phenacogaster och familjen Characidae. Inga underarter finns listade i Catalogue of Life.